# Emilio Mario
Mario Emilio López Chaves, más conocido como Emilio Mario (Granada, 30 de enero de 1838 - Madrid, 9 de agosto de  1899), actor, director de escena y empresario teatral español, padre del comediógrafo del mismo nombre.

## Biografía
Fue militar antes de hacerse cómico tras pasar por el Conservatorio. Discípulo en el conservatorio de Joaquín Arjona, aprendió declamación de Antonio Guzmán, Antonio Pizarroso y Manuel Ossorio, entre otros, y protegido por Fernando Ossorio, debutó en el Teatro Español en 1856; trabajó luego en el Teatro de Variedades con Julián Romea, actuó en diferentes teatros de la capital; asimismo anduvo recorriendo España y parte de América con distintas compañías y alcanzó un reconocimiento unánime. José Deleito y Piñuela, en sus Estampas teatrales del Madrid teatral. Fin de siglo, escribe de él:

Era Mario hombre de cultura, de exquisito gusto, profundamente conocedor y admirador del teatro español antiguo; y, aunque fuese el moderno el más abundante en su repertorio, no olvidaba aquel, y le dedicaba puesto de honor.

Fue director y empresario del Teatro de la Comedia en Madrid desde que abrió en 1874 y maestro indiscutido de actores y actrices como María Guerrero o María Tubau. Incluyó en su repertorio obras que representaban las tendencias más actuales en aquel momento, viajando a París para conocer las nuevas corrientes y observar las formas organizativas de la Comédie Française. Conoció a buena parte de los grandes actores franceses de su tiempo y renovó la escena española imponiendo un mayor realismo escénico desde 1875, dentro del Naturalismo, seleccionando minuciosamente vestuario, mobiliario y atrezo, a imitación de André Antoine y su Théâtre Libre. Dirigió la puesta en escena de obras de Benito Pérez Galdós y Enrique Gaspar, con quien mantuvo bastante amistad.

## Renovación teatral
A Mario se le debe la imposición de una disciplina firme aunque poco contundente en apariencia, fundamentada en su autoridad y en el respeto mutuo. Logró en buena medida reprimir el despotismo de los actores-divos y que aceptasen los personajes que Mario entendía más adecuados a ellos. Rechazó tópicos como que los tontos eran peludos, los sabios calvos, los militares bigotudos, los banqueros con patillas, los maridos celosos con  largos mostachos etcétera; y acabó con convencionalismos como que no se pudiese empezar en silencio, o los actores no pudiesen volver la espalda jamás al público. En escenas de sillón y tertulias domésticas agrupaba con naturalidad, de frente, de espalda o de perfil, como en una verdadera reunión de personas que conversan; pues consideraba con razón que el escenario no es un escaparate de maniquíes, colocados cada uno en su lugar para mejor visión del viandante, sino un reflejo de la realidad cotidiana, y en cuanto a la indumentaria se servía de la más común, no de la más lucida. En El cura de Longueval hizo "llover" en escena con convincente verismo por primera vez. En otra ocasión en que la acción precisaba un carruaje, hizo aparecer un tílburi con su caballo correspondiente causando la sensación que es fácil presumir. También llegó a sustituir los pollos de cartón y demás alimentos por comida real, que según la crónica quizá legendaria encargaba a Casa Lhardy (otras fuentes mencionan el Café de Fornos), uno de los mejores restaurantes del Madrid de su tiempo.
Su tumba se encuentra en la Sacramental de Santa María de Madrid.